# سهره‌های درختی
سهره‌های درختی (نام علمی: Camarhynchus) یک سرده از پرندگان خانواده فرخندگان است. همه گونه‌های Camarhynchus بومی جزایر گالاپاگوس هستند و همراه با سرده‌های مرتبط، در مجموع به عنوان سهره‌های داروین شناخته می‌شوند. در گذشته در خانواده زردپره‌ها و گنجشک آمریکایی زردپره‌های نمادین طبقه‌بندی می‌شد، مطالعات ژنتیکی مولکولی اخیر نشان داده‌است که آن‌ها به خانواده فرخندگان وابسته هستند.
| تصویر | نام علمی                | نام رایج         | پراکندگی                                            |
| ----- | ----------------------- | ---------------- | --------------------------------------------------- |
|       | Camarhynchus parvulus   | سهره درختی کوچک  | جزایر گالاپاگوس.                                    |
|       | Camarhynchus pauper     | سهره درختی متوسط | جزایر گالاپاگوس که تنها در جزیره فلورانا یافت می‌شود |
|       | Camarhynchus psittacula | سهره درختی بزرگ  | جزایر گالاپاگوس                                     |
|       | Camarhynchus pallidus   | سهره دارکوبی     | جزایر گالاپاگوس                                     |
|       | Camarhynchus heliobates | سهره حرا         | جزایر گالاپاگوس                                     |